# Emmanuel Hanisch
Emmanuel Hanisch MHM (* 4. Januar 1882 in Altlomnitz, Landkreis Habelschwerdt, Provinz Schlesien; † 28. Februar 1940) war ein deutscher katholischer Bischof.

## Leben
Am 4. Juli 1908 wurde er für die Missionsgesellschaft vom hl. Joseph von Mill Hill zum Priester geweiht. Am 28. Oktober 1930 wurde er von Papst Pius XI. zum Apostolischen Präfekt von Umtata in Südafrika ernannt. Am 13. April 1937 erhob der gleiche Papst Umtata zum Apostolischen Vikariat und Hanisch zum Titularbischof von Gor. Die Weihe erfolgte am 29. Juni 1937 durch den Apostolischen Delegaten von Südafrika, Erzbischof Bernard Gijlswijk OP unter Assistenz von Adalbero Fleischer CMM, Apostolischer Vikar von Mariannhill und Herman Joseph Meysing, Apostolischer Vikar von Kimberley.